# Ceratolobus concolor
Ceratolobus concolor är en enhjärtbladig växtart som beskrevs av Carl Ludwig von Blume. Ceratolobus concolor ingår i släktet Ceratolobus och familjen Arecaceae. Inga underarter finns listade i Catalogue of Life.